# Mattawa River Provincial Park
Mattawa River Provincial Park är en park i Kanada.   Den ligger i provinsen Ontario, i den sydöstra delen av landet, 280 km väster om huvudstaden Ottawa. Mattawa River Provincial Park ligger 208 meter över havet. Den ligger vid sjön Lake Talon.
Terrängen runt Mattawa River Provincial Park är platt åt sydväst, men åt nordost är den kuperad. Mattawa River Provincial Park ligger nere i en dal. Runt Mattawa River Provincial Park är det mycket glesbefolkat, med 7 invånare per kvadratkilometer.. Närmaste större samhälle är Bonfield, 9,1 km sydväst om Mattawa River Provincial Park. 
I omgivningarna runt Mattawa River Provincial Park växer i huvudsak blandskog.